# Low cost
Low cost (dall'inglese, "basso costo") è, nel commercio, l'attributo di un bene o servizio dal quale, per mantenerne basso il prezzo, siano state eliminate caratteristiche non essenziali, eventualmente disponibili a parte con costi aggiuntivi.
Le aziende low cost operano sulla base del principio secondo cui, eliminando accessori di lusso, ai clienti possano essere offerti prezzi più bassi.
Tra i prodotti e servizi più comuni per i quali esistono varianti low cost, ci sono quelli offerti dalle compagnie aeree a basso costo, dai discount, dai tour operator, dai venditori di autoveicoli.